# Tetragnatha striata
Tetragnatha striata là một loài nhện trong họ Tetragnathidae.
Loài này thuộc chi Tetragnatha. Tetragnatha striata được miêu tả năm 1862 bởi L. Koch.

## Hình ảnh

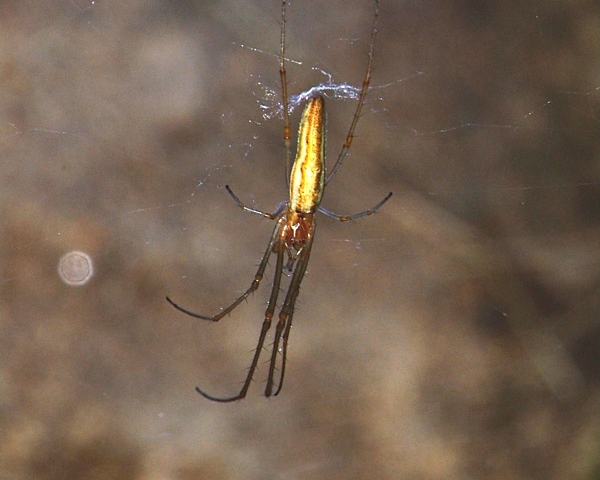
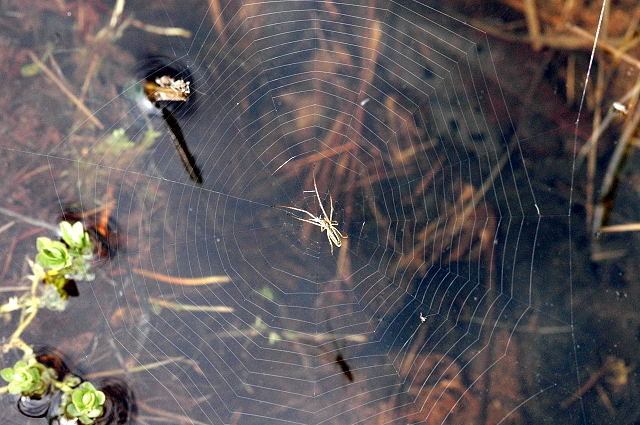
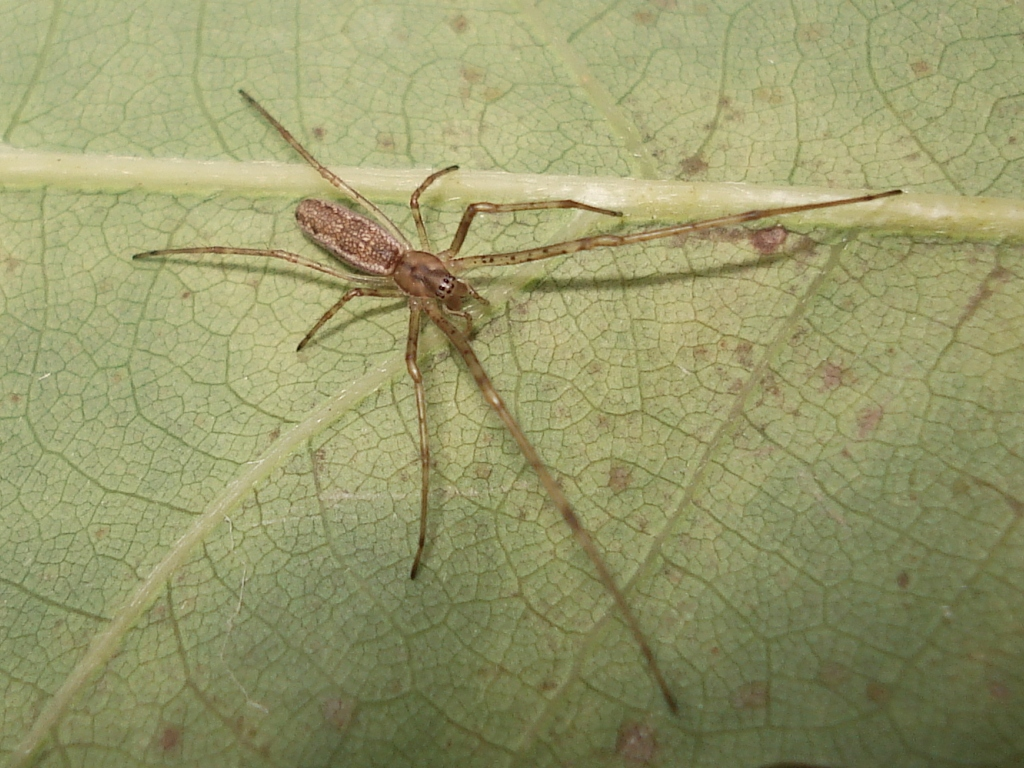